# Edward Archibald
Edward Blake "Ed" Archibald (Toronto, 29 de març de 1884 – Toronto, 20 de març de 1965)  va ser un atleta canadenc, especialitzat en el salt de perxa, que va competir a la primeria del segle xx.
El 1908 va participar en els Jocs Olímpics de Londres, on va guanyar la medalla de bronze de la prova de salt de perxa del programa d'atletisme. Va compartir aquesta medalla amb el nord-americà Clare Jacobs i el suec Bruno Söderström.
Anteriorment, el 1906, havia disputat els Jocs Intercalats d'Atenes, amb una setena posició en la prova de pentatló com a resultat més destacat.